# Cora
Cora  è un nome proprio di persona italiano femminile.

## Varianti
- Alterati: Corina[1][2]
  - Maschili: Corino[1][2]

### Varianti in altre lingue
- Catalano: Cora[3]
  - Alterati: Corina[3]
- Greco antico: Κόρη (Kórē)[4]
- Inglese: Cora[4][5]
  - Alterati: Coretta[4][5], Corie[4], Corrie[4]
- Latino: Cora[4]
- Spagnolo: Cora[3]
  - Alterati: Corina[3]
- Tedesco: Cora[4], Kora[4]

## Origine e diffusione

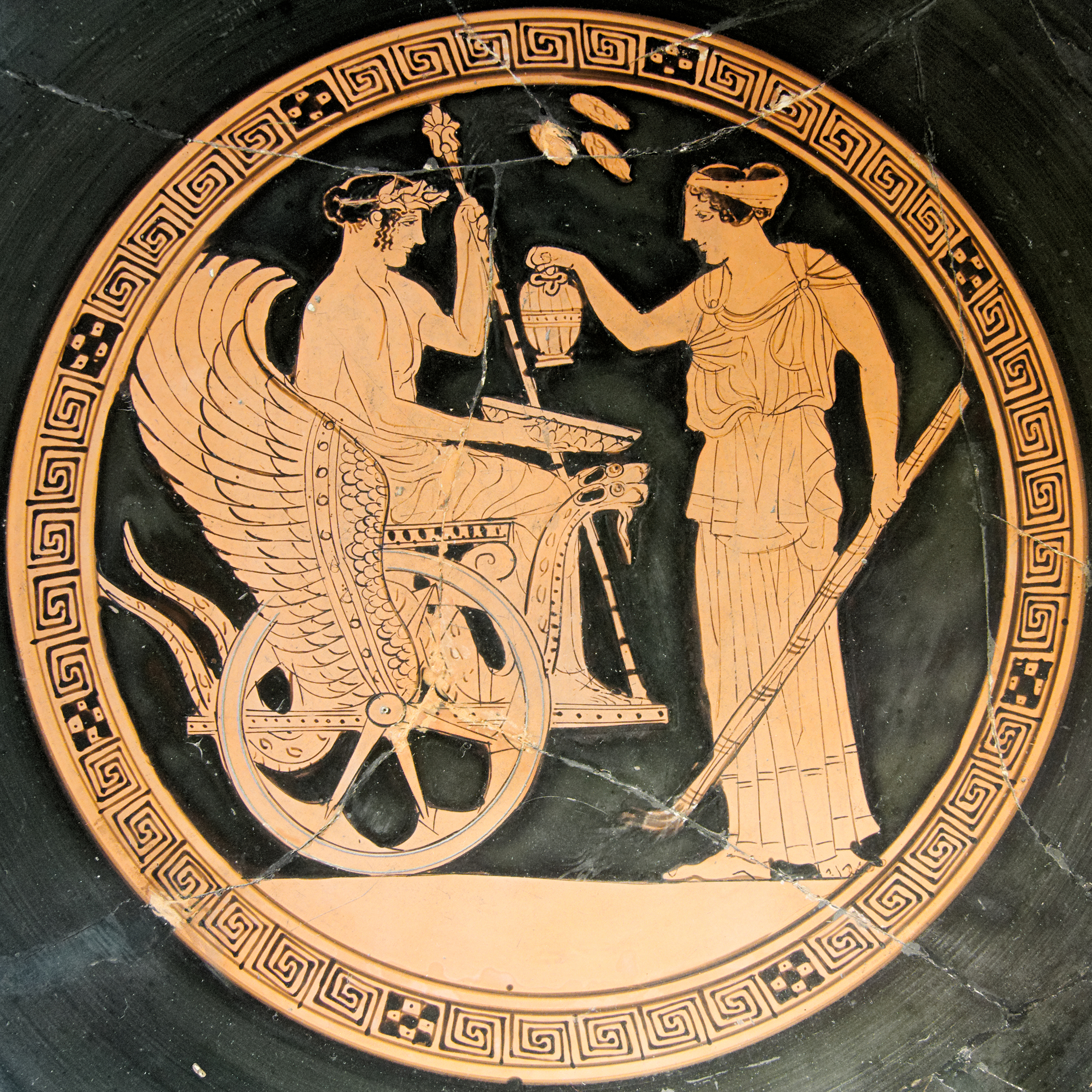
Trittolemo e Core su un tondo del 470-460 a.C.

È la forma latinizzata dell'antico nome greco Κόρη (Kórē), tratto dall'omonimo sostantivo che significa "fanciulla", "giovinetta", "figlia"; nella mitologia greca questo è un altro nome di Persefone, dea degli inferi e dell'agricoltura. Per significato quindi è affine a Corinna (che ha la stessa radice), Colleen, Morwenna, Talitha e Zita. In letteratura, il nome appare nell'zo et Cora di Étienne Nicolas Méhul (1791) e poi ne L'ultimo dei Mohicani di James Fenimore Cooper (1826); grazie a quest'ultimo romanzo il nome si diffuse nei paesi anglofoni. 
In Italia, negli anni settanta, si contavano circa novecento occorrenze del nome, più altre millequattrocento della variante Corina, accentrate in gran parte in Toscana ed Emilia-Romagna e per il resto sparse al Nord. Comunque va notato che in alcuni casi Cora e Corina possono anche essere ipocoristici di altri nomi che iniziano per Cor-, come Corinna, Cordula o Coralie.
A margine, in certe versioni della Bibbia come la Nuova Riveduta "Cora" è anche il modo in cui viene reso in italiano il nome maschile Korah, portato da un figlio di Esaù (1Cr1:35) e da altri personaggi, il cui significato è forse "calvo", "calvizie".

## Onomastico
Il nome è adespota, cioè non è portato da alcuna santa; l'onomastico si può festeggiare eventualmente il 1º novembre, in occasione di Ognissanti.

## Persone

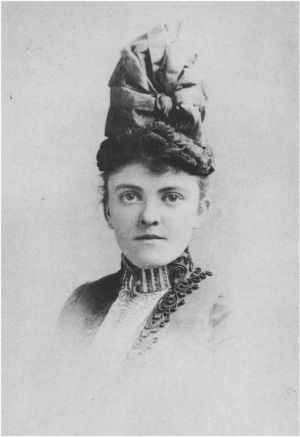
Cora Crane

- Cora Brinkmann, modella e conduttrice televisiva tedesca
- Cora Mae Bryant, cantante e compositrice statunitense
- Cora Combs, wrestler statunitense
- Cora Coralina, poetessa e scrittrice brasiliana
- Cora Crane, giornalista statunitense
- Cora Sandel, scrittrice e pittrice norvegese
- Cora Slocomb, educatrice, filantropa e femminista statunitense
- Cora van Nieuwenhuizen, politica olandese
- Cora Williams, attrice statunitense
- Cora Wilson Stewart, educatrice e riformatrice sociale statunitense
- Cora Witherspoon, attrice statunitense

### Variante Coretta
- Coretta Brown, cestista e allenatrice di pallacanestro statunitense
- Coretta Scott King, attivista statunitense

## Il nome nelle arti
- Cora è un personaggio del romanzo di James Mallahan Cain Il postino suona sempre due volte  e dell'omonimo film del 1946.
- Cora è la protagonista del romanzo di Bianca Pitzorno La voce segreta.
- Cora è un personaggio del romanzo di James Fenimore Cooper L'ultimo dei Mohicani e dell'omonimo film del 1992.
- Cora è un personaggio della serie televisiva C'era una volta.
- Cora Cartmell è un personaggio del film Titanic.
- Cora Crawley è un personaggio della serie televisiva Downton Abbey.
- Cora Hale è un personaggio della serie televisiva Teen Wolf.
- Cora Tull è un personaggio del romanzo del 1930 di William Faulkner Mentre morivo.